# Peromona erinacea
Genre
Espèce
Peromona erinacea, unique représentant du genre Peromona, est une espèce d'opilions laniatores de la famille des Podoctidae.

## Distribution
Cette espèce est endémique des Seychelles. Elle se rencontre sur Mahé.

## Description
La femelle holotype mesure 5 mm.

## Publication originale
- Roewer, 1949 : « Über Phalangodidae II. Weitere Weberknechte XIV. » Senckenbergiana, vol. 30, p. 247–289.